# Гаплогруппа Y1a1 (мтДНК)
Гаплогруппа Y1a1 — гаплогруппа митохондриальной ДНК человека.

## Палеогенетика

### Железный век
Тасмолинская культура
- BIR013.A0101 — Бирлик (курганы), к. 29 — Баянаульский район, Павлодарская область — Казахстан — 2491±33 BP, 786–490 calBC — Ж — Y1a1.[1]

### Средние века
Авары
- AV23 | AC23 — Kecskemét-Sallai út — Кечкемет, Бач-Кишкун — Венгрия — VII в. — М — N1a1a1a1a3a (N-F4205) : Y1a1.[2]

Мадьяры
- Karos1/7 — Karos-Eperjesszög I — Karos, Боршод-Абауй-Земплен — Венгрия — первая пол. 10 века — М — Y1a1.[3]

## Публикации
2018
- Neparáczki E, Maróti Z, Kalmár T, Kocsy K, Maár K, Bihari P, et al. Mitogenomic data indicate admixture components of Central-Inner Asian and Srubnaya origin in the conquering Hungarians. PLOS One (18 октября 2018).

2020
- Csáky, V., Gerber, D., Koncz, I. et al. Genetic insights into the social organisation of the Avar period elite in the 7th century AD Carpathian Basin. Scientific Reports (22 января 2020).

2021
- Gnecchi-Ruscone GA, Khussainova E, Kahbatkyzy N; et al. (Март 2021). Ancient genomic time transect from the Central Asian Steppe unravels the history of the Scythians. Science Advances. 7 (13). doi:10.1126/sciadv.abe4414. PMID 33771866. {{cite journal}}: Явное указание et al. в: |author= (справка)Википедия:Обслуживание CS1 (множественные имена: authors list) (ссылка)